# اوزگه اوزدر
اوزگه اوزدر (انگلیسی: Özge Özder؛ زادهٔ ۱ آوریل ۱۹۷۸) بازیگر اهل ترکیه است. وی از سال ۱۹۹۶ میلادی تاکنون مشغول فعالیت بوده‌ است.
از جمله سریال‌ها یا فیلم‌هایی که او در آن‌ها نقش داشته است می‌توان به بی‌صداقت دكتر معجزه گر و از بوسه تا عشق اشاره کرد.